# Obereopsis aureotomentosa
Obereopsis aureotomentosa là một loài bọ cánh cứng trong họ Cerambycidae.